# Ergenekon-Legende
Die Ergenekon-Sage ist eine neuzeitliche, zu Beginn des 20. Jahrhunderts propagierte national-türkische Legende, die auf eine Kompilation teils sehr alter zentral-asiatischer Motive und Versatzstücke zurückgeht. Sie handelt vom Zerfall und Wiederaufbau des türkischen Reiches (gemeint ist das Osmanische Reich und dessen im Entstehen begriffener Nachfolgestaat, die moderne Türkische Republik), wobei das Geschehen in die Zeit der sagenhaften Vorgeschichte der Kök-Türken in Zentralasien zurückversetzt wird. Es wird gemeinhin als Ursprungsmythos der türkischen Stämme bzw. der heute existierenden Turkstaaten betrachtet. Die Legende ist nach einem sagenhaften Tal benannt, in dem die Vorfahren der frühen Türken Zuflucht gefunden haben sollen.

## Überlieferung
Die neuzeitliche Legende basiert auf alten Überlieferungen, die in die Zeit der Kök-Türken zurückreichen. Zentrale Elemente der Überlieferungsstränge sind zum einen die Abstammung von einem Wolf, zum anderen die Verfolgung der frühen Türken, die sich in ein unzugängliches Tal zurückzogen, in dem sie sich entwickelten und vermehrten, bis sie wieder aus dem Tal hervorkamen und die Bühne der Geschichte wieder betreten konnten.
Ein Abstammungsmythos, in dem eine Wölfin eine Rolle spielt, wurde in Zentralasien bereits im Shiji des ersten großen chinesischen Historikers Sima Qian († 85 v. Chr.) hinsichtlich der Abstammung der Wu-sun erwähnt. Ein Mythos mit der Abstammung von einem Wolf findet sich dann im 6. Jahrhundert in chinesischen Quellen hinsichtlich der Abstammung der tujue (突厥), auch mit T'u-chüeh oder T'u-küe umschrieben (siehe Asena-Legende), und später (Mitte des 13. Jahrhunderts) in der Geheimen Geschichte der Mongolen hinsichtlich der Abstammung der Mongolen.
Das zentrale Motiv dieser Überlieferung ist hingegen das Heranwachsen der Nachkommen von verfolgten Flüchtlingen in einem von Bergen umschlossenen Tal zu einem Stamm/einer Nation und dem Verlassen dieses Tals. Dieses Motiv in Verbindung mit der Abstammung von einer Wölfin findet sich erstmals in den Ursprungsmythen der Tujue, der alten Türken und später im Ursprungsmythos der Mongolen. Das Motiv der Abstammung von einem Wolf/einer Wölfin tritt in den späteren Fassungen der Legende immer mehr zurück. In der Abstammungslegende der Mongolen findet sich dann erstmals der Namen Ergenekon bzw. Ergene-kün als der Name des Tales, in dem das versprengte Volk sich sammelte und zu neuer Stärke heranwuchs.

### Chinesische Überlieferung des Ursprungsmythos der Türken
In einer im Zhou Shu enthaltenen chinesischen Überlieferung aus dem Jahr 629 wird die Legende folgendermaßen dargestellt: Ein Nomadenvolk wurde von einem Nachbarvolk überfallen und vernichtet. Ein Junge überlebte das Massaker. Eine Wölfin nahm sich seiner an und führte ihn in ein von Felsen umschlossenes Tal. Der Junge und die Wölfin vereinigten sich und sie gebar ihm zehn Junge, die Stammväter der zehn Stämme. Der Gründer des Aschina-Clan war der intelligenteste. Er schwang sich zum Herrscher der Tʾu-chüeh auf. Nach einigen Generationen verließen sie das Tal und unterwarfen sich den Juan Juan. Die Chinesen überliefern dabei auch abweichende Varianten des Ursprungsmythos der Türken, die sich neben der vorerwähnten nahezu wortgleich auch in den nur wenig später verfassten Werken Sui Shu und Bei Shi finden. In diesen Werken wird aber kein Name für das Tal genannt, das den Türken als Zuflucht diente.

### Die Ergenekon-Überlieferung
Eine ähnliche Geschichte über die Flucht in ein Tal überlieferte Abu’l Ghazi Bahadur (* 1603; † 1663), Khan von Chiwa 1643–1663, der für sein Shajara-i turk auf ein Werk des ilkhanidischen Wesirs Raschīd ad-Dīn zurückgriff. Diese Geschichte wird so dargestellt:
Als die Tataren die Mongolen überfielen, konnten sich von den Mongolen nur 2 Männer, Kiyan und Nukuz, in ein schwer zugängliches Tal in den Bergen mit dem Namen Ergene-Kün retten. Nachdem für ihre Nachkommenschaft das Tal zu klein geworden war, suchten sie einen Weg aus dem Tal. Einem in Metallurgie erfahrenen Mann war aufgefallen, dass einer der das Tal umschließenden Berge Erzadern aufwies. Mit Hilfe von 70 Blasebalgen aus der Haut von Pferden brachten sie das Erz zum Schmelzen, konnten aus dem Tal entkommen und Rache an den Tataren nehmen. Der Name dieses Mannes wird mit Börte Čine überliefert. Denselben Namen führt in der Geheimen Geschichte der Mongolen der blaugraue Wolf, der Stammvater der Mongolen.

### Osmanische und national-türkische Rezeption

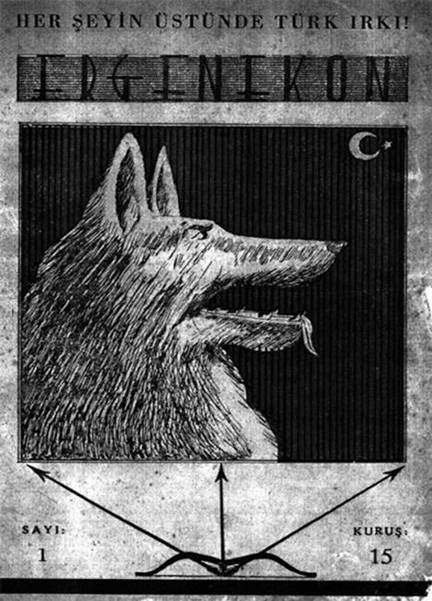
Das Deckblatt des Ergenekon-Magazins von Reha Oğuz Türkkan

Das Werk des Abu’l Ghazi Bahadur wurde durch den osmanischen Beamten und Politiker Ahmed Vefik Pascha (1818–1891) aus dem Tschagataischen in das Osmanische übersetzt. In den Jahren um und zwischen den Balkankriegen und dem Türkischen Befreiungskrieg wurde die Ursprungslegende der Türken mit der Ergenekon-Überlieferung des Abu’l Ghazi Bahadur durch nationalistische Schriftsteller wie Ziya Gökalp oder Ömer Seyfettin vereinigt und die mongolische Überlieferung in die türkische übernommen. Diese Übernahme war umso einfacher zu bewerkstelligen, als Abu’l Ghazi Bahadur als Usbeke (tschagatai-)türkisch sprach, als Abkömmling Dschingis Khans aber mongolisch-stämmig war. Auch Yakup Kadri Karaosmanoğlu verfasste in dieser Zeit ein Werk mit dem Titel Ergenekon, behandelte darin aber Ereignisse des Befreiungskrieges.

## Heutige Bedeutung
Es sind mehrere Textfassungen des Mythos im türkischen Sprachraum im Umlauf. Gemein ist ihnen eine verheerende Niederlage der Türken zu Beginn, die Flucht der wenigen Überlebenden in das abgeschlossene Tal Ergenekon, das Heranwachsen der Nachkommen zu einer großen Nation, der das Tal zu eng wurde und schließlich der Auszug aus dem Tal mit Hilfe eines Wolfs, der einen Weg wies und aufgrund der Idee eines Schmiedes, der durch Schmelzen des Eisenberges den Weg aus dem Tal gangbar machte. Die Ergenekon-Legende und die graue Wölfin sind dabei beliebte Motive, die neben der Geschichtsdarstellung auch in deren Musik und Kunst benutzt werden.
Vor allem nationale, kemalistische und rechtsgerichtete Gruppierungen und Schriftsteller haben das Motiv des grauen Wolfs und den Ergenekon-Mythos aufgegriffen, ihm aber durchaus unterschiedliche Bedeutung beigelegt. Karaosmanoğlu sieht z. B. während des Türkischen Befreiungskrieges Ankara als neues Ergenekon und als Symbol für die Hoffnung aller unterdrückten Völker, während heutige ultrarechte türkische Nationalisten Ergenekon eher als notwendiges Übel zur Vorbereitung für die wahre Berufung der türkischen Nation sehen. In einer diesen Kreisen entstammenden Version des Ergenekon-Mythos tritt der Wolf gegenüber dem Schmied in den Vordergrund, und die beiden Flüchtlinge in das Tal heißen Oğuz (der Eponym der Oghusen) und Kayı (der Clan, dem die Dynastie der Osmanen entstammt).
Die Legende wurde so zu einem Grundpfeiler der rechten Ideologien, die in der Legende ein Gleichnis für die heutige Lage der Türkei und ihre Pläne für deren Zukunft sahen. Das Reich der Köktürken zerbrach, ähnlich wie das Osmanische Reich, wofür in der Legende, wie auch in der Meinung der rechten Kräfte, hauptsächlich äußere, „nichttürkische“ Völker verantwortlich gemacht werden. In ahistorischer Weise werden dabei die Begriffe Nation (türk.: millet, welches Wort ursprünglich nur die nichtmuslimischen Religionsgemeinschaften im Osmanischen Reich bezeichnet) und Staat verwendet. Diese Begriffe sind aber für die Köktürken wie für andere frühe nomadische Reichsbildungen irrelevant, da Stammeszugehörigkeit bzw. Loyalität gegenüber einem Stammesoberhaupt ausschlaggebend für das Weltbild und die Herrschaftsorganisation der Reiternomaden war. Ähnlich wie die Köktürken sollen nach dieser Auffassung die Türken in ein verheißungsvolles Paradies (das Ergenekon-Tal der Koktürken/Anatolien für die Neuzeitlichen) geflohen sein und mussten sich erst einmal regenerieren (die freiwillige Isolation der Köktürken/die politische Isolation der türkischen Republik nach ihrer Gründungsphase), bevor sie erneut ihren Platz in der Weltgeschichte zurück erkämpfen konnten. Das Ziel der Geschichte sei das erneute Aufblühen der Türken, das sich die rechten Kräfte erträumen.
In dieser Fassung der Legende aus dem rechten Lager findet sich dann die Angabe, dass sodann alljährlich zum Gedenken an den Tag des Auszugs aus dem Tal Ergenekon eine Zeremonie abgehalten wird, bei der der Reihe nach der Führer der türkischen Nation und seine Würdenträger ein erhitztes Stück Eisen auf einem Amboss schmieden.
Dieses Detail wurde bei der Eröffnung des ersten Zentralasien-Gipfels der Türkischen Republiken nach dem Zerfall der Sowjetunion in der Form aufgegriffen, dass die einzeln eintretenden Staatschefs mit einem kleinen Hammer auf ein Stück Eisen schlugen, als Symbol für das eiserne Tor, das die Göktürken beschützte und eingerissen werden musste, um das Weltgeschehen wieder betreten zu können.
Diese Schmiedeszene wurde ab den 1990er Jahren dazu benutzt, das kurdische Newroz-Fest, dessen zentrale Figur ebenfalls ein Schmied ist, der sein Volk rettete, als alttürkisch zu deklarieren.
Der Mythos wurde im zeitgenössischen Sprachgebrauch Namensgeber des türkischen angeblichen Untergrundnetzwerkes Ergenekon und einer gleichnamigen Staatsaffäre, die zu langjährigen Ermittlungen und zahlreichen Verhaftungen türkischer Politiker, Professoren, Journalisten, Anwälte und hochrangiger Soldaten führte.